# Regierungsgebäude Kanton Luzern

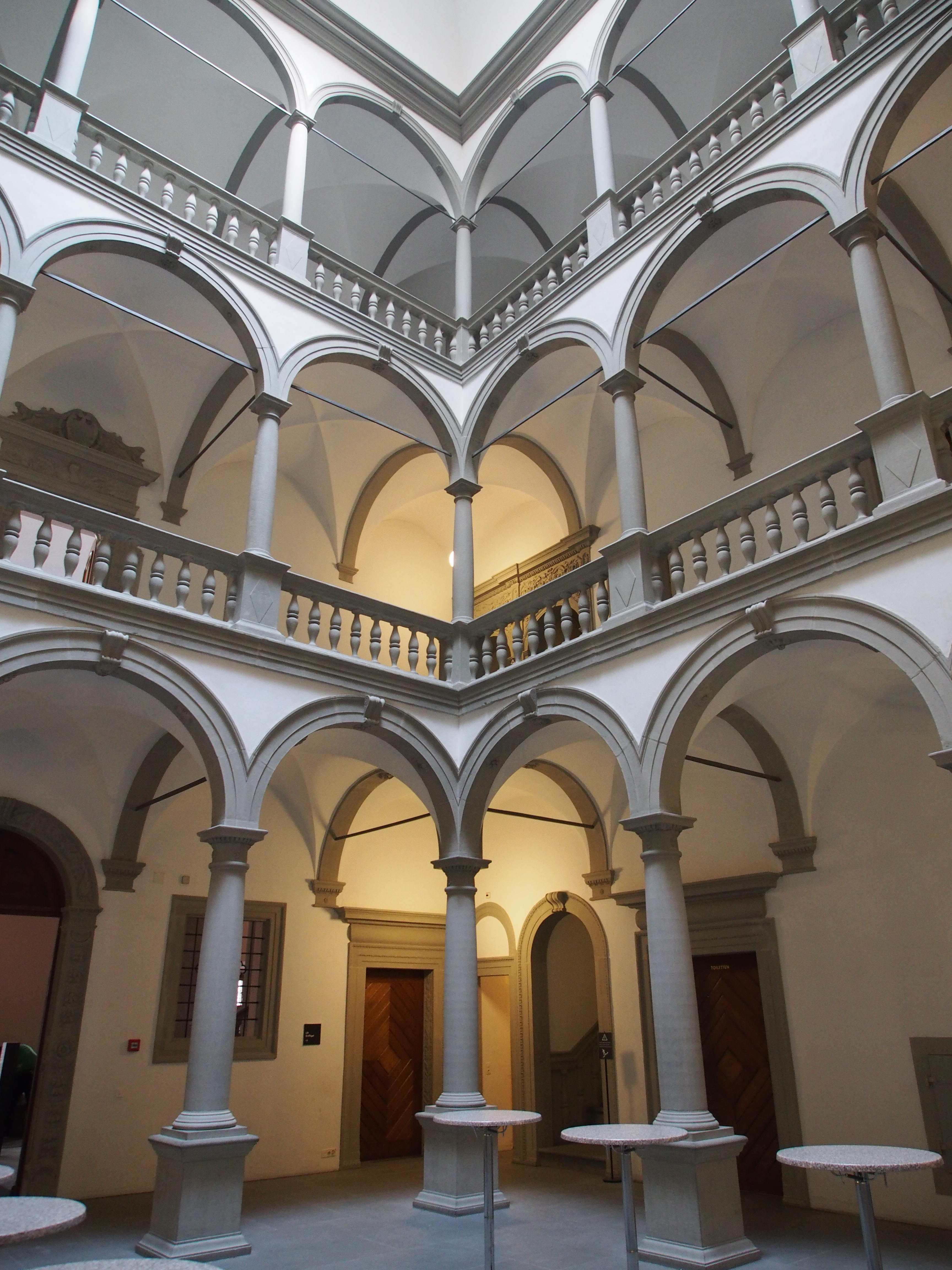
Innenhof des Ritter'schen Palastes

Das Regierungsgebäude des Kantons Luzern (mit dem ehemaligen Ritter’schen Palast) befindet sich an der Bahnhofstrasse 15 in der Stadt Luzern. Es liegt zwischen der Jesuitenkirche und der Franziskanerkirche in der Kleinstadt (Teil der Altstadt südlich der Reuss). Auf der Liste der Kulturgüter in Luzern ist das Gebäude als national bedeutend aufgeführt.

## Gebäude
Der Palast ist ein Bau im italienischen Renaissance-Stil. Im Innern befindet sich ein dreistöckiger Arkadenhof (welcher von Montag bis Freitag öffentlich zugänglich ist). Im Osten und Westen befinden sich je ein später erbauter Annexbau. Im Süden ist halbkreisförmig der ebenfalls später entstandene Parlamentssaal angebaut. Dieser hat (als einer der ersten Parlamentssääle der Schweiz) die Form eines antiken Theaters.
Auch öffentlich zugänglich während den Öffnungszeiten der Büros, ist der sich im 2. Stock befindende Totentanz-Zyklus von Jakob von Will.

## Geschichte
Der Schultheiss Lux (Luzius) Ritter liess sich den nach florentinischem Vorbild erbauten Palast als privates Wohnhaus erstellen. Es sollte seinen Stand nach erfolgtem Kriegsdienst als Hauptmann in französischen Diensten in Norditalien repräsentieren. Ab 1556 wurde der Palast errichtet. In der Anfangsphase waren Domenico Solbiolo Baumeister und Giovanni Pietro del Grilio ausführender Werkmeister. Lux verstarb vor der Fertigstellung († 9. Mai 1559).
Die Stadt Luzern baute das Gebäude danach bis 1561 und von 1573 bis 1575 weiter aus. 1577 stellte die Stadt den unvollendeten Palast den Jesuiten zur Verfügung. Diese liessen einen Dachstuhl errichten, um den Palast zu vollenden. 1695 erfolgte der Bau des Westflügels, 1756 entstand der Ostflügel.
Der Parlamentssaal wurde 1841 bis 1843 errichtet.

## Nutzung
Die Jesuiten nutzten den Palast als Schul- und Wohngebäude (Jesuitenkolleg). Seit 1804 ist er das Regierungsgebäude des Kantons Luzern und auch Sitz des Kantonsrats.